# Usina Hidrelétrica de Taquaruçu
A Usina Hidrelétrica de Taquaruçu está situada no Rio Paranapanema entre os municípios de Sandovalina (SP) e Itaguajé (PR), dividindo os dois estados, a 80 km a jusante da usina Capivara e 125 a montante da foz do Paranapanema no rio Paraná, próximo às confluências dos rios Pirapozinho e Pirapó. É administrada pela CTG Brasil (China Three Gorges Corporation).

## Características
A Usina foi concluída no ano de 1989, mas só foi inaugurada em 1992. Possui 5 turbinas tipo Kaplan, que geram até 554 MW, a partir de um desnível de 23m, e é a segunda maior produtora de energia do rio Paranapanema.
A área do reservatório é de 80,1 km². Seu nível máximo operacional é de 284  m, e seu nível mínimo operacional é de 282m.
A empresa que administra a Usina criou um programa ambiental para amenizar os impactos ambientais, cujo projeto é denominado "Projeto de viveiro de produção de mudas", que visa reflorestar as margens do rio, criando corredores para a fauna silvestre.
É considerada uma usina hidrelétrica a fio d'água.